# Huddunge hembygdsförening
Huddunge hembygdsförening är en hembygdsförening i Heby kommun med Huddunge socken som verksamhetsområde.
Huddunge hembygdsförening grundades i slutet av 1920-talet och sysslade då främst med att undersöka och restaurera Huddunge gamla kyrka från 1300-talet. Efterhand började hembygdsföreningen att flytta äldre byggnader till platsen invid ruinen för att skapa en hembygdsgård här. På 1980-talet fanns här åtta byggnader. Håcksbytorpstugan från slutet av 1700-talet utgör mangård. Uthus, härbren och bodar kompletterar gården. Vid vägen till Huddungebyn har föreningen uppfört ett soldattorp som inköptes på 1940-talet. Föreningen har låtit nytrycka boken Från 1800-talets Huddunge som skrevs på 1930-talet. Man har även gett ut ett antal häften med berättelser från Huddunge.